# 奧馬斯區

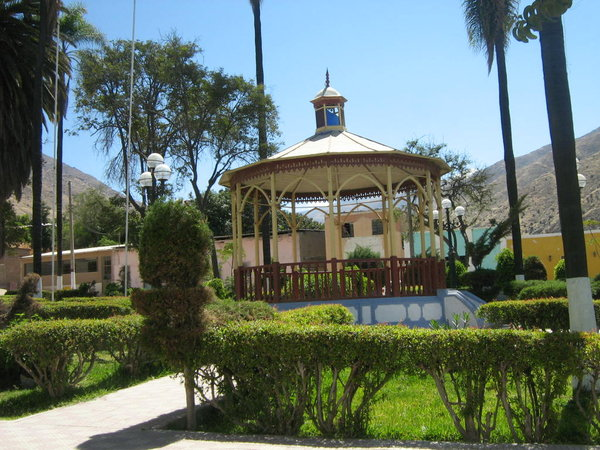

12°30′53″S 76°17′21″W / 12.51472°S 76.28917°W
奧馬斯區（西班牙語：Distrito de Omas），是秘魯的一個區，位於該國中南部利馬大區的堯約斯省，始建於1821年7月28日，面積295.4平方公里，海拔高度1,539米，2005年人口686，人口密度每平方公里2.3人。